# Gunther Schuller
Gunther Schuller (New York, 22 novembre 1925 – 21 giugno 2015) è stato un cornista, compositore e saggista statunitense, protagonista della scena musicale classica e jazz contemporanea.
Dopo aver studiato il corno francese alla Saint Thomas Choir School, a 17 anni Schuller era primo corno alla Cincinnati Symphony Orchestra, passando poi due anni dopo a primo corno nella Metropolitan Opera Orchestra. Nel 1959 interruppe la sua attività di strumentista per dedicarsi interamente alla composizione. Come direttore d'orchestra ha dato spettacoli in tutto il mondo e ha registrato con giganti del jazz quali Dizzy Gillespie, Miles Davis, e John Lewis. Inventò il termine «Third Stream» per descrivere un genere che combina tecniche classiche e jazz, e creò il corso di jazz della NEC, che è oggi uno dei più rinomati al mondo.
Schuller è il direttore della collana Jazz Masterworks Editions e codirettore della Smithsonian Jazz Masterworks Orchestra a Washington. Nel 1989 rivide ed eseguì per la prima volta al Lincoln Center il monumentale lavoro finale di  Charles Mingus, Epitaph, lavoro che fu poi inciso e pubblicato dalla Columbia Records.
Schuller è anche uno scrittore, ed ha pubblicato numerosi saggi di argomento musicale (famosa la sua analisi dell'interpretazione data da Sonny Rollins del brano "Blue Seven" nell'album "Saxophone colossus"). Nel corso degli ultimi decenni, Schuller si è dedicato alla stesura di una monumentale storia del jazz, di cui sono stati pubblicati diversi volumi che arrivano agli anni attorno al 1940.
Tra i suoi studenti più famosi si ricordano Eric Ewazen e Daniel Asia.

## Premi e riconoscimenti
Oltre a detenere 10 lauree ad honorem da varie università, Schuller ha vinto numerosi premi:
- Ditson Conductor's Award (1970)
- Premio Herder (1983)
- Premio Pulitzer, 1994 per la composizione Of Reminiscences and Reflections scritta per la Louisville Symphony
- Premio al genio della MacArthur Foundation (1991)
- Premio  William Schuman Award (1988), della  Columbia University alla carriera nella composizione musicale
- Lifetime Achievement Award di Down Beat Magazine, 1993
- Premi Grammy:
  - Per le note di copertina a Footlifters di Gunther Schuller (1976)
  - Per la miglior esecuzione di musica da camera: Gunther Schuller (direttore) e New England Conservatory Ragtime Ensemble per Joplin: The Red Back Book (1974)